# Olympische Sommerspiele 1952/Leichtathletik – 200 m (Männer)

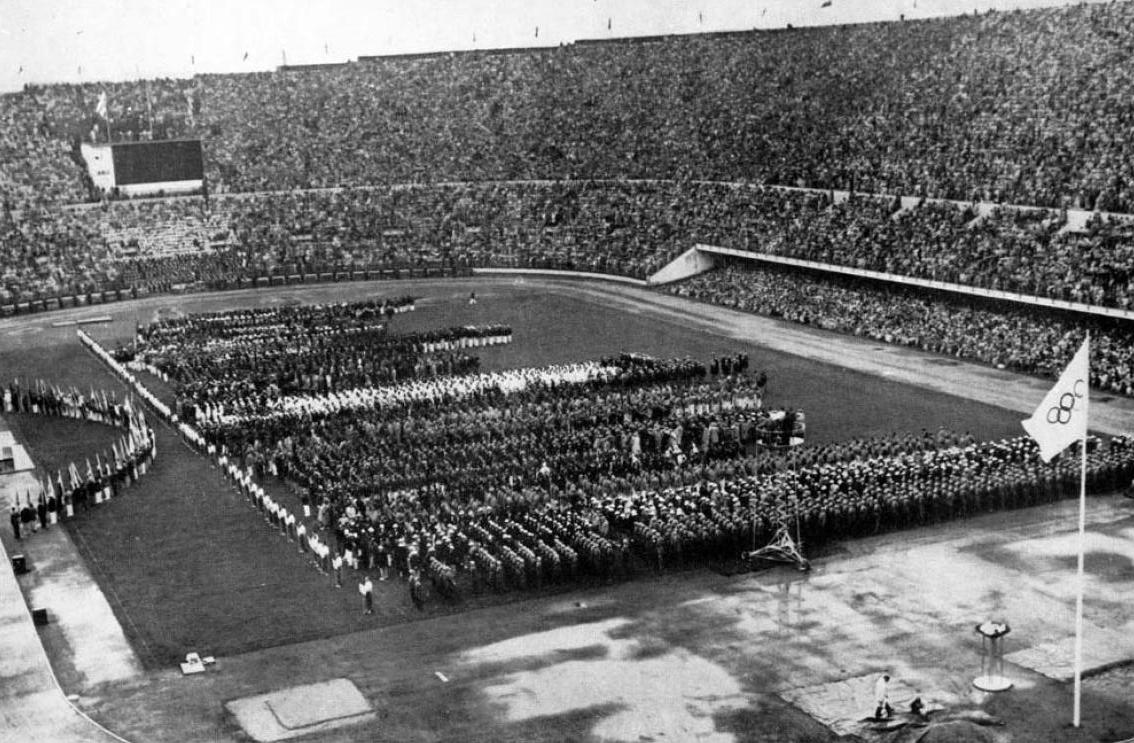
Eröffnungsfeier bei den Olympischen Spielen in Helsinki

Der 200-Meter-Lauf der Männer bei den Olympischen Spielen 1952 in Helsinki wurde am 22. und 23. Juli 1952 im Olympiastadion in Helsinki ausgetragen. 71 Athleten nahmen teil.
Die US-Mannschaft konnte einen dreifachen Erfolg feiern. Andy Stanfield gewann vor Thane Baker und James Gathers.

## Rekorde

### Bestehende Rekorde
| Weltrekord         | 20,6 s | Andy Stanfield ( USA) | Los Angeles, USA              | 28. Juni 1952  |
| Olympischer Rekord | 20,7 s | Jesse Owens ( USA)    | Finale OS Berlin, Deutschland | 5. August 1936 |

Anmerkung zum Weltrekord:

Bereits am 26. Mai 1951 hatte Andy Stanfield in Philadelphia (USA) 20,6 s über 220 Yards (=201,168 m) erzielt.

### Rekordegalisierung
Im Finale am 23. Juli egalisierte der US-amerikanische Olympiasieger Andy Stanfield den bestehenden olympischen Rekord.

## Durchführung des Wettbewerbs
Die Läufer traten am 22. Juli zu achtzehn Vorläufen an. Die jeweils zwei Erstplatzierten – hellblau unterlegt – qualifizierten sich für das Viertelfinale am selben Tag. Die im Viertelfinale jeweils zwei schnellsten Athleten – wiederum hellblau unterlegt – erreichten das Halbfinale, das wie das Finale am 23. Juli stattfand. Für das Finale qualifizierten sich jeweils die besten drei Sprinter – hellblau unterlegt – aus den Vorentscheidungen.

## Zeitplan
22. Juli, 15;00 Uhr: Vorläufe

22. Juli, 18:50 Uhr: Viertelfinale

23. Juli, 15;45 Uhr: Halbfinale

23. Juli, 17:55 Uhr: Finale

## Vorläufe
Datum: 22. Juli 1952, 15:00 Uhr

### Vorlauf 1
| Platz | Name              | Nation                | Offizielle Zeit handgestoppt | Inoffizielle Zeit elektronisch |
| ----- | ----------------- | --------------------- | ---------------------------- | ------------------------------ |
| 1     | Gerardo Bönnhoff  | Argentinien           | 21,6 s                       | 21,72 s                        |
| 2     | Étienne Bally     | Frankreich            | 21,9 s                       | 22,03 s                        |
| 3     | Adolf Turakainen  | Finnland              | 22,4 s                       | 22,55 s                        |
| 4     | Hörður Haraldsson | Island                | 22,4 s                       | 22,56 s                        |
| DNS   | Neville Price     | Südafrikanische Union |                              |                                |

### Vorlauf 2
| Platz | Name               | Nation       | Offizielle Zeit handgestoppt | Inoffizielle Zeit elektronisch |
| ----- | ------------------ | ------------ | ---------------------------- | ------------------------------ |
| 1     | Thane Baker        | USA          | 21,4 s                       | 21,62 s                        |
| 2     | Lewan Sanadse      | Sowjetunion  | 22,1 s                       | 22,26 s                        |
| 3     | Stefanos Petrakis  | Griechenland | 22,4 s                       | 22,64 s                        |
| 4     | Willy Eichenberger | Schweiz      | 22,6 s                       | 22,98 s                        |
| DNS   | Roy Fearon         | Guatemala    |                              |                                |

### Vorlauf 3
| Platz | Name            | Nation   | Offizielle Zeit handgestoppt | Inoffizielle Zeit elektronisch |
| ----- | --------------- | -------- | ---------------------------- | ------------------------------ |
| 1     | Don McFarlane   | Kanada   | 22,8 s                       | 22,94 s                        |
| 2     | Roman Budzyński | Polen    | 23,1 s                       | 23,37 s                        |
| DNS   | Álvaro Dias     | Portugal |                              |                                |
| DNS   | Lexie Tynan     | Irland   |                              |                                |
| DNS   | Herb McKenley   | Jamaika  |                              |                                |

### Vorlauf 4
| Platz | Name            | Nation         | Offizielle Zeit handgestoppt | Inoffizielle Zeit elektronisch |
| ----- | --------------- | -------------- | ---------------------------- | ------------------------------ |
| 1     | Rafael Fortún   | Kuba           | 21,8 s                       | 21,98 s                        |
| 2     | Nick Stacey     | Großbritannien | 21,8 s                       | 22,07 s                        |
| 3     | Fernand Linssen | Belgien        | 22,3 s                       | 22,37 s                        |
| 4     | Edward Ajado    | Nigeria        | 22,7 s                       | 22,92 s                        |
| DNS   | Angel Gawrilow  | Bulgarien      |                              |                                |

### Vorlauf 5
| Platz | Name              | Nation         | Offizielle Zeit handgestoppt | Inoffizielle Zeit elektronisch |
| ----- | ----------------- | -------------- | ---------------------------- | ------------------------------ |
| 1     | Theo Saat         | Niederlande    | 22,0 s                       | 22,17 s                        |
| 2     | Werner Zandt      | BR Deutschland | 22,1 s                       | 22,23 s                        |
| 3     | Juan Leiva        | Venezuela      | 22,3 s                       | 22,38 s                        |
| 4     | Fawzi Chaaban     | Ägypten        | 22,7 s                       | 22,90 s                        |
| 5     | Eugénio Eleutério | Portugal       | 23,2 s                       | 23,37 s                        |

### Vorlauf 6
| Platz | Name           | Nation     | Offizielle Zeit handgestoppt | Inoffizielle Zeit elektronisch |
| ----- | -------------- | ---------- | ---------------------------- | ------------------------------ |
| 1     | David Tabak    | Israel     | 22,4 s                       | 22,60 s                        |
| 2     | Marcel Gerdil  | Frankreich | 22,5 s                       | 22,71 s                        |
| DNS   | Cirilo McSween | Panama     |                              |                                |
| DNS   | Ion Moina      | Rumänien   |                              |                                |
| DNS   | Morris Curotta | Australien |                              |                                |

### Vorlauf 7
| Platz | Name               | Nation      | Offizielle Zeit handgestoppt | Inoffizielle Zeit elektronisch |
| ----- | ------------------ | ----------- | ---------------------------- | ------------------------------ |
| 1     | Andy Stanfield     | USA         | 21,8 s                       | 22,00 s                        |
| 2     | Zdobysław Stawczyk | Polen       | 22,0 s                       | 22,22 s                        |
| 3     | Enrique Beckles    | Argentinien | 22,6 s                       | 22,73 s                        |
| 4     | Youssef Ali Omar   | Ägypten     | 22,8 s                       | 23,26 s                        |
| 5     | Adul Wanasatith    | Thailand    | 23,3 s                       | 23,50 s                        |

### Vorlauf 8
| Platz | Name              | Nation      | Offizielle Zeit handgestoppt | Inoffizielle Zeit elektronisch |
| ----- | ----------------- | ----------- | ---------------------------- | ------------------------------ |
| 1     | Wladimir Sucharew | Sowjetunion | 21,9 s                       | 22,08 s                        |
| 2     | Angel García      | Kuba        | 21,9 s                       | 22,14 s                        |
| 3     | Hans Wehrli-Frei  | Schweiz     | 22,2 s                       | 22,35 s                        |
| 4     | Pauli Tavisalo    | Finnland    | 22,3 s                       | 22,45 s                        |
| 5     | Abdul Aziz        | Pakistan    | 22,7 s                       | 23,02 s                        |

### Vorlauf 9
| Platz | Name           | Nation           | Offizielle Zeit handgestoppt | Inoffizielle Zeit elektronisch |
| ----- | -------------- | ---------------- | ---------------------------- | ------------------------------ |
| 1     | Václav Janeček | Tschechoslowakei | 21,9 s                       | 21,99 s                        |
| 2     | Peter Kraus    | BR Deutschland   | 22,0 s                       | 22,06 s                        |
| 3     | Muhammad Aslam | Pakistan         | 22,2 s                       | 22,14 s                        |
| 4     | Fred Hammer    | Luxemburg        | 22,4 s                       | 22,63 s                        |
| DNS   | Romeo Galán    | Argentinien      |                              |                                |

### Vorlauf 10
| Platz | Name                     | Nation         | Offizielle Zeit handgestoppt | Inoffizielle Zeit elektronisch |
| ----- | ------------------------ | -------------- | ---------------------------- | ------------------------------ |
| 1     | Brian Shenton            | Großbritannien | 21,9 s                       | 22,12 s                        |
| 2     | Voitto Hellsten          | Finnland       | 22,2 s                       | 22,41 s                        |
| 3     | Roby Schaeffer           | Luxemburg      | 22,4 s                       | 22,76 s                        |
| 4     | Vassilios Sillis         | Griechenland   | 22,7 s                       | 22,88 s                        |
| DNS   | José Telles da Conceição | Brasilien      |                              |                                |

### Vorlauf 11
| Platz | Name                 | Nation                | Offizielle Zeit handgestoppt | Inoffizielle Zeit elektronisch |
| ----- | -------------------- | --------------------- | ---------------------------- | ------------------------------ |
| 1     | Schalk Booysen       | Südafrikanische Union | 21,8 s                       | 22,03 s                        |
| 2     | Gerard Mach          | Polen                 | 22,1 s                       | 22,16 s                        |
| 3     | Muhammad Sharif Butt | Pakistan              | 22,3 s                       | 22,34 s                        |
| 4     | Ásmundur Bjarnason   | Island                | 22,4 s                       | 22,51 s                        |
| 5     | Walter Sutton        | Kanada                | 22,4 s                       | 22,53 s                        |

### Vorlauf 12
| Platz | Name              | Nation     | Offizielle Zeit handgestoppt | Inoffizielle Zeit elektronisch |
| ----- | ----------------- | ---------- | ---------------------------- | ------------------------------ |
| 1     | James Gathers     | USA        | 21,2 s                       | 21,42 s                        |
| 2     | Tomio Hosoda      | Japan      | 22,2 s                       | 22,36 s                        |
| 3     | Henry Brault      | Frankreich | 22,2 s                       | 22,48 s                        |
| 4     | Luigi Grossi      | Italien    | 22,2 s                       | 22,49 s                        |
| 5     | Muslim Arogundade | Nigeria    | 22,3 s                       | 22,71 s                        |

### Vorlauf 13
| Platz | Name              | Nation           | Offizielle Zeit handgestoppt | Inoffizielle Zeit elektronisch |
| ----- | ----------------- | ---------------- | ---------------------------- | ------------------------------ |
| 1     | McDonald Bailey   | Großbritannien   | 21,4 s                       | 21,66 s                        |
| 2     | Miroslav Horčic   | Tschechoslowakei | 22,4 s                       | 22,52 s                        |
| 3     | Giorgio Sobrero   | Italien          | 22,4 s                       | 22,66 s                        |
| 4     | Ernst Mühlethaler | Schweiz          | 23,0 s                       | 23,26 s                        |
| 5     | Eom Par-yong      | Südkorea         | 23,0 s                       | 23,41 s                        |

### Vorlauf 14
| Platz | Name              | Nation         | Offizielle Zeit handgestoppt | Inoffizielle Zeit elektronisch |
| ----- | ----------------- | -------------- | ---------------------------- | ------------------------------ |
| 1     | Rafiu Oluwa       | Nigeria        | 22,8 s                       | 22,89 s                        |
| 2     | Boonterm Pakpuang | Thailand       | 23,8 s                       | 24,15 s                        |
| DNS   | Leo Lickes        | BR Deutschland |                              |                                |
| DNS   | George Acquaah    | Goldküste      |                              |                                |
| DNS   | George Rhoden     | Jamaika        |                              |                                |

### Vorlauf 15
| Platz | Name                | Nation           | Offizielle Zeit handgestoppt | Inoffizielle Zeit elektronisch |
| ----- | ------------------- | ---------------- | ---------------------------- | ------------------------------ |
| 1     | Leslie Laing        | Jamaika          | 21,8 s                       | 21,97 s                        |
| 2     | Paul Dolan          | Irland           | 21,9 s                       | 22,04 s                        |
| 3     | František Brož      | Tschechoslowakei | 22,2 s                       | 22,35 s                        |
| 4     | Fernando Casimiro   | Portugal         | 22,6 s                       | 22,72 s                        |
| 5     | José Julio Barillas | Guatemala        | 22,7 s                       | 22,88 s                        |

### Vorlauf 16
| Platz | Name               | Nation   | Offizielle Zeit handgestoppt | Inoffizielle Zeit elektronisch |
| ----- | ------------------ | -------- | ---------------------------- | ------------------------------ |
| 1     | Raúl Mazorra       | Kuba     | 22,3 s                       | 22,52 s                        |
| 2     | Bob Hutchinson     | Kanada   | 22,4 s                       | 22,66 s                        |
| 3     | Emad El-Din Shafei | Ägypten  | 22,5 s                       | 22,75 s                        |
| 4     | Arun Sankosik      | Thailand | 23,5 s                       | 23,64 s                        |
| DNS   | Béla Goldoványi    | Ungarn   |                              |                                |

### Vorlauf 17
| Platz | Name           | Nation      | Offizielle Zeit handgestoppt | Inoffizielle Zeit elektronisch |
| ----- | -------------- | ----------- | ---------------------------- | ------------------------------ |
| 1     | Edwin Carr     | Australien  | 22,0 s                       | 22,19 s                        |
| 2     | Angel Kolew    | Bulgarien   | 22,0 s                       | 22,24 s                        |
| DNS   | Fedosi Golubew | Sowjetunion |                              |                                |
| DNS   | Gustavo Ehlers | Chile       |                              |                                |

### Vorlauf 18
| Platz | Name             | Nation     | Offizielle Zeit handgestoppt | Inoffizielle Zeit elektronisch |
| ----- | ---------------- | ---------- | ---------------------------- | ------------------------------ |
| 1     | John Treloar     | Australien | 21,5 s                       | 21,75 s                        |
| 2     | Lavy Pinto       | Indien     | 21,6 s                       | 21,83 s                        |
| 3     | Péter Karádi     | Ungarn     | 22,1 s                       | 22,24 s                        |
| 4     | Lucio Sangermano | Italien    | 22,1 s                       | 22,38 s                        |
| DNS   | K. K. Korsah     | Goldküste  |                              |                                |

## Viertelfinale
Datum: 22. Juli 1952, ab 18;50 Uhr

### Lauf 1

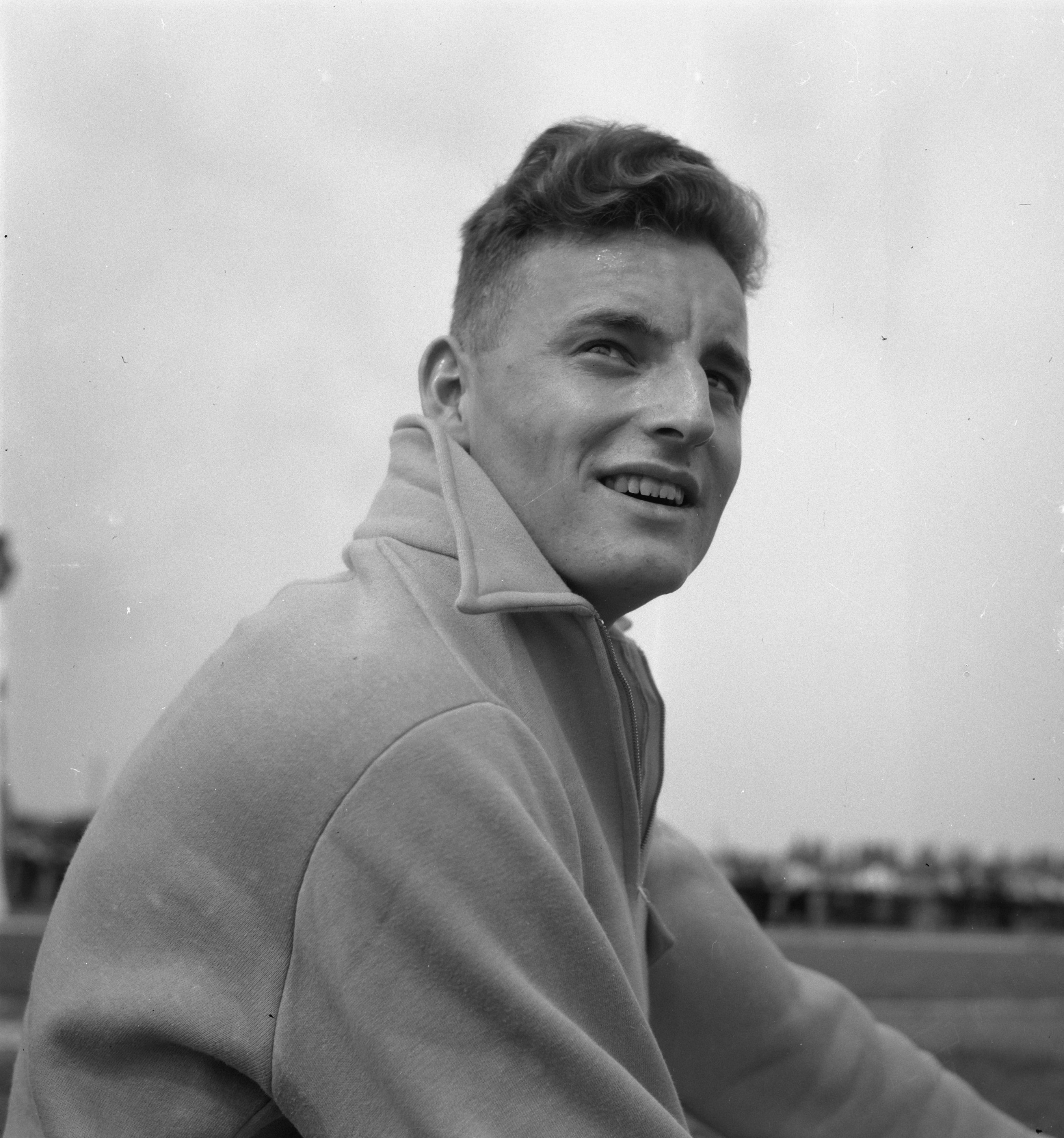
Theo Saat – ausgeschieden als Dritter des ersten Viertelfinals

| Platz | Name               | Nation           | Offizielle Zeit handgestoppt | Inoffizielle Zeit elektronisch |
| ----- | ------------------ | ---------------- | ---------------------------- | ------------------------------ |
| 1     | James Gathers      | USA              | 21,4 s                       | 21,64 s                        |
| 2     | Lavy Pinto         | Indien           | 21,6 s                       | 21,80 s                        |
| 3     | Theo Saat          | Niederlande      | 21,7 s                       | 21,87 s                        |
| 4     | Zdobysław Stawczyk | Polen            | 22,0 s                       | 22,12 s                        |
| 5     | Miroslav Horčic    | Tschechoslowakei | 22,1 s                       | 22,44 s                        |
| 6     | Raúl Mazorra       | Kuba             | 31,0 s                       | k. A.                          |

### Lauf 2
| Platz | Name            | Nation         | Offizielle Zeit handgestoppt | Inoffizielle Zeit elektronisch |
| ----- | --------------- | -------------- | ---------------------------- | ------------------------------ |
| 1     | Thane Baker     | USA            | 21,4 s                       | 21,64 s                        |
| 2     | Rafael Fortún   | Kuba           | 21,7 s                       | 21,98 s                        |
| 3     | Paul Dolan      | Irland         | 21,9 s                       | 22,15 s                        |
| 4     | Peter Kraus     | BR Deutschland | 21,9 s                       | 22,19 s                        |
| 5     | Voitto Hellsten | Finnland       | 22,4 s                       | 22,61 s                        |
| 6     | Rafiu Oluwa     | Nigeria        | 22,5 s                       | 22,69 s                        |

### Lauf 3
| Platz | Name            | Nation                | Offizielle Zeit handgestoppt | Inoffizielle Zeit elektronisch |
| ----- | --------------- | --------------------- | ---------------------------- | ------------------------------ |
| 1     | McDonald Bailey | Großbritannien        | 21,0 s                       | 21,27 s                        |
| 2     | Václav Janeček  | Tschechoslowakei      | 21,7 s                       | 21,93 s                        |
| 3     | Edwin Carr      | Australien            | 21,8 s                       | 21,98 s                        |
| 4     | Schalk Booysen  | Südafrikanische Union | 21,9 s                       | 22,09 s                        |
| 5     | Marcel Gerdil   | Frankreich            | 22,0 s                       | 22,37 s                        |
| 6     | Bob Hutchinson  | Kanada                | 22,3 s                       | 22,55 s                        |

### Lauf 4
| Platz | Name             | Nation         | Offizielle Zeit handgestoppt | Inoffizielle Zeit elektronisch |
| ----- | ---------------- | -------------- | ---------------------------- | ------------------------------ |
| 1     | Gerardo Bönnhoff | Argentinien    | 21,4 s                       | 21,67 s                        |
| 2     | Nick Stacey      | Großbritannien | 21,5 s                       | 21,79 s                        |
| 3     | Angel Kolew      | Bulgarien      | 21,8 s                       | 22,07 s                        |
| 4     | Ángel García     | Kuba           | 21,8 s                       | 22,11 s                        |
| 5     | David Tabak      | Israel         | 21,8 s                       | 22,34 s                        |
| 6     | Roman Budzyński  | Polen          | 22,4 s                       | 22,51 s                        |

### Lauf 5

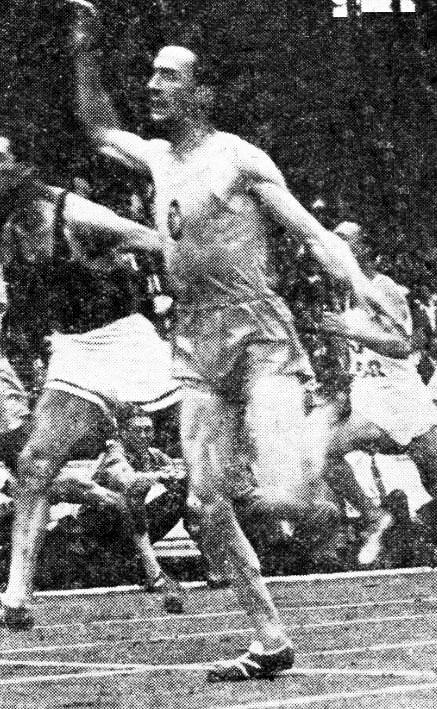
Étienne Bally – ausgeschieden als Dritter des fünften Viertelfinals
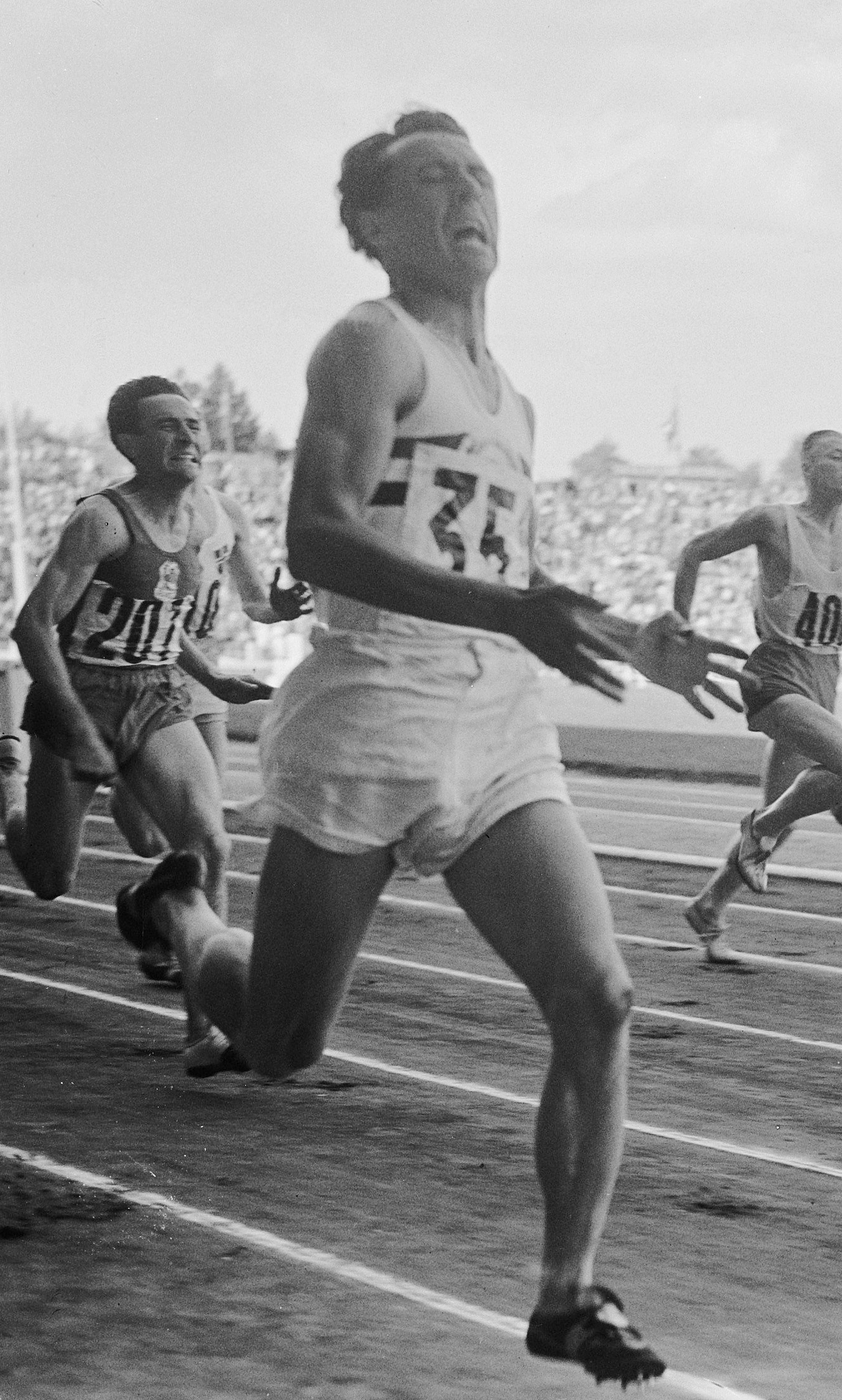
Brian Shenton (hier als Europameister 1950) – ausgeschieden als Fünfter des sechsten Viertelfinals

| Platz | Name              | Nation      | Offizielle Zeit handgestoppt | Inoffizielle Zeit elektronisch |
| ----- | ----------------- | ----------- | ---------------------------- | ------------------------------ |
| 1     | Andy Stanfield    | USA         | 20,9 s                       | 21,21 s                        |
| 2     | Leslie Laing      | Jamaika     | 21,4 s                       | 21,74 s                        |
| 3     | Étienne Bally     | Frankreich  | 21,8 s                       | 22,02 s                        |
| 4     | Lewan Sanadse     | Sowjetunion | 22,1 s                       | 22,26 s                        |
| 5     | Don McFarlane     | Kanada      | 22,1 s                       | 22,33 s                        |
| DNS   | Boonterm Pakpuang | Thailand    |                              |                                |

### Lauf 6
| Platz | Name              | Nation         | Offizielle Zeit handgestoppt | Inoffizielle Zeit elektronisch |
| ----- | ----------------- | -------------- | ---------------------------- | ------------------------------ |
| 1     | John Treloar      | Australien     | 21,6 s                       | 21,86 s                        |
| 2     | Werner Zandt      | BR Deutschland | 21,7 s                       | 21,87 s                        |
| 3     | Wladimir Sucharew | Sowjetunion    | 21,7 s                       | 21,88 s                        |
| 4     | Gerard Mach       | Polen          | 21,8 s                       | 22,12 s                        |
| 5     | Brian Shenton     | Großbritannien | 21,9 s                       | 22,24 s                        |
| 6     | Tomio Hosoda      | Japan          | 22,3 s                       | 22,49 s                        |

## Halbfinale
Datum: 23. Juli 1952, ab 15:45 Uhr

### Lauf 1

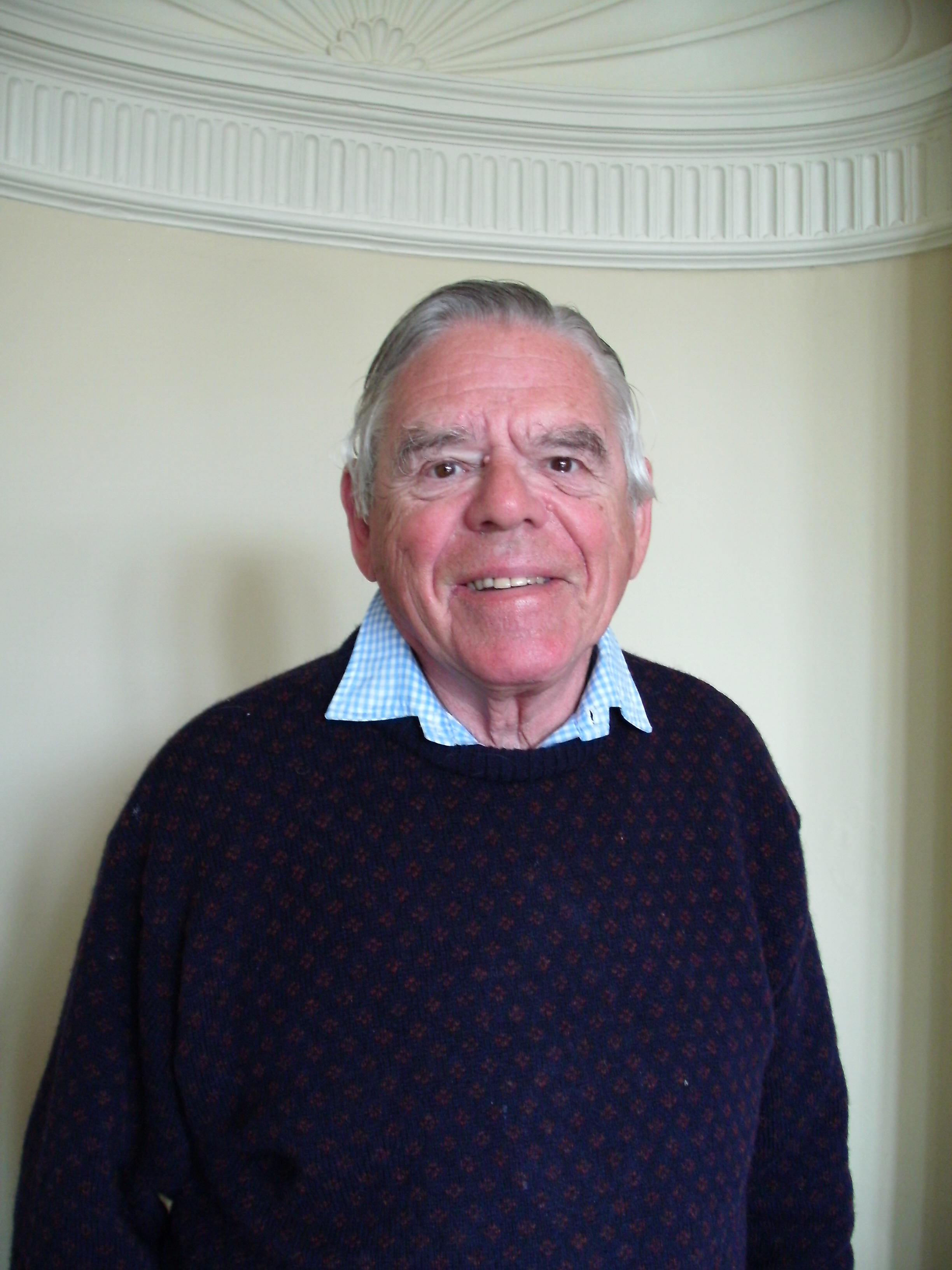
Nick Stacey (hier als Reverend) – ausgeschieden als Fünfter des ersten Halbfinals
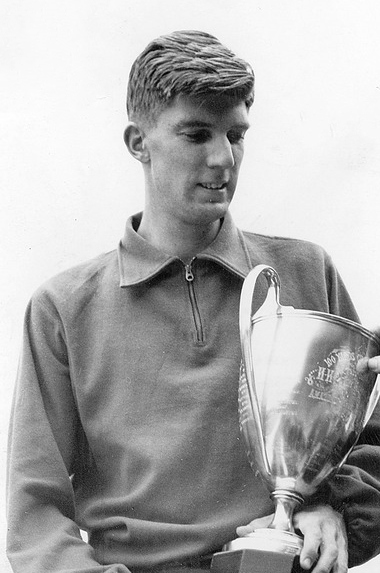
John Treloar, Sechster des 100-Meter-Finales – im zweiten Halbfinale nicht im Ziel

| Platz | Name           | Nation           | Offizielle Zeit handgestoppt | Inoffizielle Zeit elektronisch |
| ----- | -------------- | ---------------- | ---------------------------- | ------------------------------ |
| 1     | Andy Stanfield | USA              | 21,1 s                       | 21,23 s                        |
| 2     | James Gathers  | USA              | 21,3 s                       | 21,58 s                        |
| 3     | Leslie Laing   | Jamaika          | 21,6 s                       | 21,80 s                        |
| 4     | Werner Zandt   | BR Deutschland   | 21,7 s                       | 21,92 s                        |
| 5     | Nick Stacey    | Großbritannien   | 21,8 s                       | 21,95 s                        |
| 6     | Václav Janeček | Tschechoslowakei | 22,0 s                       | 22,12 s                        |

### Lauf 2
| Platz | Name             | Nation         | Offizielle Zeit handgestoppt | Inoffizielle Zeit elektronisch |
| ----- | ---------------- | -------------- | ---------------------------- | ------------------------------ |
| 1     | McDonald Bailey  | Großbritannien | 21,3 s                       | 21,46 s                        |
| 2     | Thane Baker      | USA            | 21,3 s                       | 21,50 s                        |
| 3     | Gerardo Bönnhoff | Argentinien    | 21,5 s                       | 21,75 s                        |
| 4     | Rafael Fortún    | Kuba           | 21,6 s                       | 21,93 s                        |
| 5     | Lavy Pinto       | Indien         | 21,7 s                       | 22,01 s                        |
| DNF   | John Treloar     | Australien     |                              |                                |

## Finale
Datum: 23. Juli 1952, 17:55 Uhr

Wind: +1,0 m/s
| Platz | Name             | Nation         | Offizielle Zeit handgestoppt | Inoffizielle Zeit elektronisch |
| ----- | ---------------- | -------------- | ---------------------------- | ------------------------------ |
| 1     | Andy Stanfield   | USA            | 20,7 s ORe                   | 20,81 s                        |
| 2     | Thane Baker      | USA            | 20,8 s0000                   | 20,97 s                        |
| 3     | James Gathers    | USA            | 20,8 s0000                   | 21,08 s                        |
| 4     | McDonald Bailey  | Großbritannien | 21,0 s0000                   | 21,14 s                        |
| 5     | Leslie Laing     | Jamaika        | 21,2 s0000                   | 21,45 s                        |
| 6     | Gerardo Bönnhoff | Argentinien    | 21,3 s0000                   | 21,59 s                        |

Topfavorit war der dreifache US-Meister Andy Stanfield. Im Finale ging Stanfield leicht gehandicapt durch eine Oberschenkelverletzung an den Start. Sein Landsmann Thane Baker kam am schnellsten aus den Startblöcken, es roch sogar ein wenig nach Frühstart, aber das Rennen lief weiter. Ausgangs der Kurve lag Baker immer noch vorn, dahinter Stanfield gefolgt von James Gathers, dem dritten US-Amerikaner in diesem Finale. Nun hatten alle Läufer mit dem Gegenwind auf der Zielgeraden zu kämpfen. Bakers Kräfte ließen nach und Stanfield zog an ihm vorbei zum Olympiasieg. Gathers belegte hinter Baker Platz drei.
Die Zeiten waren angesichts des Gegenwinds auf der Zielgeraden ausgezeichnet. Stanfield blieb mit 20,7 s nur eine Zehntelsekunde über dem Weltrekord und stellte Jesse Owens olympischen Rekord von 1936 ein.
Andrew Stanfield gewann im elften olympischen Finale die neunte Goldmedaille für die USA.

Von den bislang 33 Medaillen gewannen die US-Läufer alleine 22.

## Video
- Olympic Games Helsinki 1952, 200m Men's Final, youtube.com, abgerufen am 25. September 2017
- 1952 Summer Olympic Games in Helsinki, Finland - CharlieDeanArchives / Archival Footage, Bereich: 5:40 min bis 6:32 min, youtube.com, abgerufen am 31. Juli 2021